# Uova di merluzzo

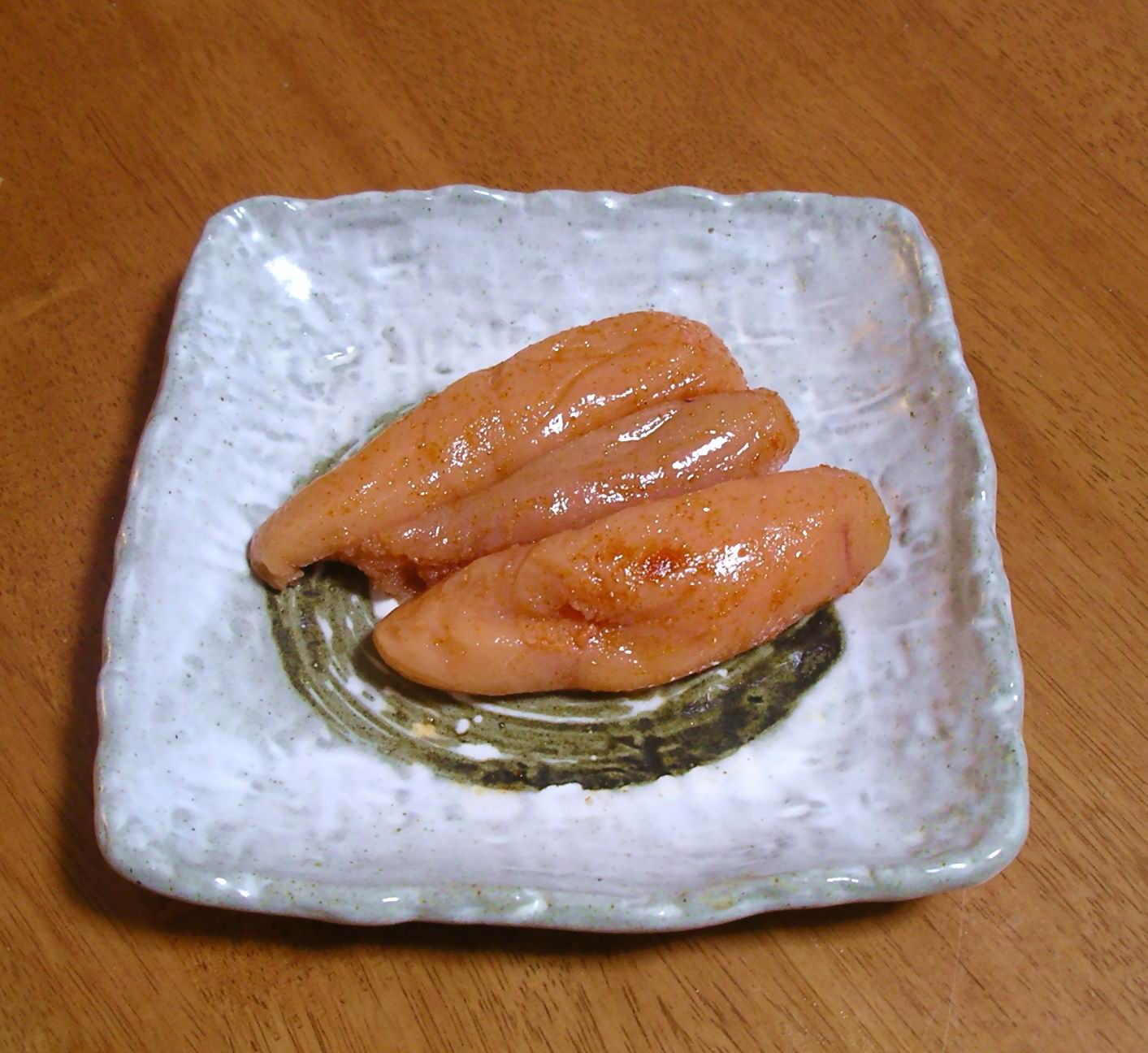
Mentaiko

Le uova di merluzzo (in coreano: 명란?, myeongnanLR) sono le uova di merluzzo d'Alaska. Le uova di merluzzo d'Alaska marinate (in coreano: 명란젓?, myeongnanjeotLR; in giapponese: たらこ?, tarako) sono un ingrediente tipico della cucina coreana e giapponese.

## Storia
Il piatto è originario della cucina della Corea, dove prende il nome myeongnanjeot (명란젓?). Si diffuse a partire dalla guerra russo-giapponese anche in Giappone, dove è stato adattato ai gusti locali.

## Preparazione
Il pollack viene pescato nei mari del nord e congelato sui pescherecci. Le uova vengono selezionate dall'azienda produttrice, che le mette a marinare con ingredienti ed aromi vari. Un ingrediente di base è il peperoncino piccante. La quantità di peperoncino e la scelta degli altri ingredienti variano da ditta a ditta. Una stessa ditta produce di solito diversi tipi di mentaiko, più o meno piccanti. Quelli più piccanti vengono chiamati karashi mentaiko (辛子明太子?).
Si trovano in commercio prezzi molto diversi, determinati anche dalla cura con cui ogni azienda seleziona le uova e gli altri ingredienti. Le ditte produttrici più quotate sono quelle di Fukuoka, la città dove il mentaiko viene preparato con più raffinatezza e dove fu importato per la prima volta, grazie alla vicinanza con la Corea.

## Consumo

### Corea
Tradizionalmente, il myeongnanjeot veniva consumato prima del dongji (solstizio d'inverno). Matasse intere di uova di merluzzo sono lavate accuratamente con acqua salata, poi vengono salate in un sokuri (cesto di bambù). Il rapporto tra il sale e le uova varia da meno di 5:100 a più di 15:100. Dopo 2-3 giorni, le uova salate e scolate sono sottoposte a marinatura per almeno un giorno insieme a gochutgaru e aglio finemente tritato. Il myeongnanjeot è solitamente servito con qualche goccia di olio di sesamo.
Il myeongnanjeot, sia crudo, secco e/o cotto, è un comune banchan (contorno) e anju (pietanze servite con bevande alcoliche). È anche impiegato in vari piatti, come il gyeranjjim (uova al vapore), bokkeumbap (riso fritto). Il myeongnanjeot è una specialità dello Hamgyŏng Meridionale, del Gangwon e di Pusan.

### Giappone
Il mentaiko si trova in qualsiasi pescheria o supermercato giapponese e si mangia solitamente crudo con il riso cotto al vapore. Spesso si usa come farcitura degli onigiri e si può anche mangiare da solo accompagnandolo con del sakè. Negli ultimi anni è divenuto molto popolare usarlo come condimento per gli spaghetti, con burro, alghe nori, salsa di soia ed eventuali altri ingredienti a piacere. Sia nei supermercati che nei più piccoli convenience store, si trovano riso e mentaiko già pronti da mangiare o spaghetti conditi al mentaiko da scaldare al microonde. Entrambi i piatti sono fatti in giornata e chiusi con il cellophane.

## Varianti
Oltre ai vari tipi di mentaiko, vi è in commercio il tarako (鱈子?), una variante più economica e meno piccante ottenuta marinando le uova del meno pregiato pollack d'Alaska.